# Håkan Westergren
Håkan Westergren (29 de abril de 1899 - 15 de octubre de 1981) fue un actor teatral, cinematográfico y televisivo de nacionalidad sueca. 

## Biografía

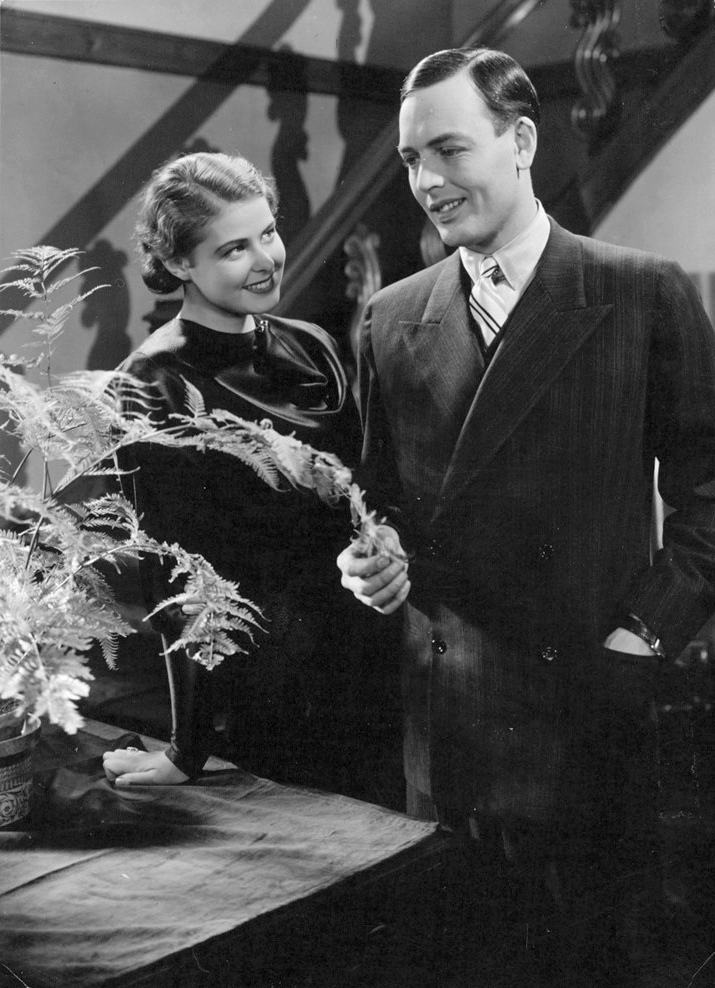
Westergren con Ingrid Bergman en Swedenhielms (1935)

Su nombre completo era Håkan Karl Leonard Westergren, y nació en el Municipio de Solna, Suecia, siendo sus padres John Westergren, comerciante, y Ellen Håkansson. Cursó estudios en la escuela del Teatro Dramaten en 1920–1922, llegando su gran oportunidad en 1924 con la obra Odygdens belöning, representada en el Blancheteatern. 
Debutó en el cine en 1927 con la película Hans engelska fru, trabajando a lo largo de su carrera en un total de más de ochenta producciones cinematográficas y televisivas. Su primer papel protagonista llegó en 1929 con Säg det i toner, cinta en la cual encarnaba a un tranviario.
Entre sus películas más destacadas figuran För hennes skull (1930), Hans livs match (1932), Han, hon och pengarna (1936, siendo muy alabada su actuación), Tre söner gick till flyget (1945), Biffen och Bananen (1951), la película de Ingmar Bergman Kvinnors väntan (1952), así como cuatro cintas de Åsa-Nisse. Su última actuación, un año antes de fallecer, tuvo lugar en Barna från Blåsjöfjället.
Entre sus papeles teatrales destacan sus interpretaciones en el Teatro Oscar entre 1927 y 1931. Allí fue, entre otros, Felix Meng en la pieza de Hjalmar Bergman Patrasket (1928), y Raleigh en Männen vid fronten (1929, de Robert Cedric Sherriff). En la obra de Jan de Hartog Himmelssängen, representada en 1953, Westergren actuó junto a su esposa, Inga Tidblad. 
Håkan Westergren falleció en Estocolmo, Suecia, en el año 1981. Fue enterrado en el Cementerio Norra begravningsplatsen de dicha ciudad. Desde el año 1931 había estado casado con la actriz Inga Tidblad (1901–1975), la cual era viuda del actor Ragnar Billberg. La pareja tuvo dos hijos, también actores: Meg Westergren, nacida en 1932, y Claes-Håkan Westergren, nacido en 1935.

## Filmografía
- 1927 : Hans engelska fru
- 1929 : Säg det i toner
- 1930 : För hennes skull
- 1930 : Fridas visor
- 1931 : Falska miljonären
- 1931 : Brokiga blad
- 1931 : Röda dagen
- 1931 : Trötte Teodor
- 1932 : Värmlänningarna
- 1932 : Landskamp
- 1932 : Hans livs match
- 1933 : Hemslavinnor
- 1934 : Unga hjärtan
- 1934 : Kungliga Johansson
- 1934 : Flickorna från Gamla stan
- 1935 : Swedenhielms
- 1936 : Släkten är värst
- 1936 : Äventyret
- 1936 : Han, hon och pengarna
- 1936 : Bröllopsresan
- 1936 : Annonsera
- 1936 : Kungen kommer
- 1937 : Sara lär sig folkvett
- 1938 : Dollar
- 1938 : Den stora kärleken
- 1939 : Rena rama sanningen
- 1939 : Kadettkamrater
- 1940 : Stora famnen
- 1940 : Hennes melodi
- 1940 : Ett brott
- 1940 : En, men ett lejon!
- 1941 : Så tuktas en äkta man
- 1941 : I natt – eller aldrig
- 1941 : En man för mycket
- 1941 : Fröken Vildkatt
- 1941 : Gentlemannagangstern
- 1943 : Stora skrällen
- 1943 : En melodi om våren
- 1943 : Herr Collins äventyr
- 1944 : Hans officiella fästmö
- 1944 : Excellensen
- 1944 : Gröna hissen
- 1944 : Den osynliga muren
- 1944 : Mitt folk är icke ditt
- 1945 : Skådetennis
- 1945 : Tre söner gick till flyget
- 1945 : En förtjusande fröken
- 1945 : Blåjackor
- 1946 : Johansson och Vestman
- 1947 : Får jag lov, magistern!
- 1947 : Pappa sökes
- 1948 : Glada paraden
- 1950 : Kyssen på kryssen
- 1951 : Livat på luckan
- 1951 : Biffen och Bananen
- 1952 : Kvinnors väntan
- 1952 : Klackarna i taket
- 1952 : Blondie, Biffen och Bananen
- 1954 : Två sköna juveler
- 1955 : Stampen
- 1955 : Den glade skomakaren
- 1955 : Giftas
- 1956 : Det är aldrig för sent
- 1956 : Åsa-Nisse flyger i luften
- 1957 : Gårdarna runt sjön
- 1959 : Med fara för livet
- 1959 : Åsa-Nisse jubilerar
- 1960 : 16 år (TV)
- 1962 : Åsa-Nisse på Mallorca
- 1963 : Tre dar i buren
- 1965 : Åsa-Nisse slår till
- 1967 : En sån strålande dag
- 1968 : Tant Grön, tant Brun och tant Gredelin
- 1968 : Farbror Blås nya båt
- 1968 : Markurells i Wadköping (TV)
- 1970 : Kyrkoherden
- 1970 : Som hon bäddar får han ligga
- 1971 : Exponerad
- 1972 : Bröderna Malm (TV)
- 1972 : Barnen i Höjden  (TV)
- 1973 : Pistolen
- 1973 : Makt på spel (TV)
- 1974 : Landshövdingen
- 1975 : Tjocka släkten (TV)
- 1975 : Från A till Ö (TV)
- 1979 : I frid och värdighet
- 1980 : Barna från Blåsjöfjället
- 1982 : Avskedet

## Teatro (selección)

### Actor
- 1922 : Cirkeln, de William Somerset Maugham, dirección de Gustaf Linden, Dramaten
- 1923 : Din nästas fästmö, de Adelaide Matthews y Anne Nichols, dirección de Ernst Eklund, Blancheteatern[4]
- 1924 : Odygdens belöning, de Félix Gandéra y Claude Gevel, dirección de Karin Swanström, Blancheteatern[5]
- 1924 : Fördraget i Auteuil, de Louis Verneuil, dirección de Einar Fröberg, Blancheteatern[6]
- 1924 : Dockan, de André Picard y Val André Jaeger-Schmidt, dirección de Karin Swanström, Blancheteatern[7]
- 1924 : Dulcie, de George S. Kaufman y Marc Connelly, dirección de Einar Fröberg, Komediteatern[8]
- 1925 : Mannens revben, de William Somerset Maugham, dirección de Erik Berglund, Blancheteatern[9]
- 1925 : Mästerkatten i stövlar, de Hans Werner, dirección de Arthur Natorp, Blancheteatern[10]
- 1926 : I skolan igen, de André Birabeau, dirección de Mathias Taube, Blancheteatern[11]
- 1926 : Chou-Chou, de Jacques Bousquet y Alex Madis, dirección de Einar Fröberg, Blancheteatern[12]
- 1927 : La fierecilla domada, de William Shakespeare, dirección de Gösta Ekman (sénior) y Johannes Poulsen, Teatro Oscar[13]
- 1927 : Advokaten Bolbec och hennes man, de Georges Berr y Louis Verneuil, dirección de Pauline Brunius, Teatro Oscar[14][15]
- 1927 : Dibbuk - Mellan tvenne världar, de S. Ansky, dirección de Robert Atkins, Teatro Oscar[16]
- 1928 : Gustaf III, de August Strindberg, dirección de Rune Carlsten, Teatro Oscar[17]
- 1928 : Gröna hissen, de Avery Hopwood, dirección de Gösta Ekman (sénior), Teatro Oscar[18][19]
- 1928 : Broadway, de Philip Dunning y George Abbott, dirección de Mauritz Stiller, Teatro Oscar[20]
- 1928 : En komedi på slottet, de Ferenc Molnar, dirección de Gösta Ekman (sénior), Teatro Oscar[21]
- 1928 : Patrasket, de Hjalmar Bergman, dirección de John W. Brunius, Teatro Oscar[22]
- 1929 : Kära släkten, de Gustav Esmann, dirección de Rune Carlsten, Teatro Oscar[23]
- 1929 : Den svarta skjortan, de Herbert Grevenius, dirección de Rune Carlsten, Teatro Oscar[24][25]
- 1929 : Den kungliga familjen, de George S. Kaufman y Edna Ferber, dirección de Rune Carlsten, Teatro Oscar[26]
- 1929 : Männen vid fronten, de Robert Cedric Sherriff, dirección de Thomas Warner, Teatro Oscar[27]
- 1929 : Dulcie, de George S. Kaufman y Marc Connelly, dirección de Tollie Zellman, Teatro Oscar[28]
- 1929 : Vid 37de gatan, de Elmer Rice, dirección de Svend Gade, Teatro Oscar[29][30]
- 1930 : Enrique VIII, de William Shakespeare, dirección de Thomas Warner, Teatro Oscar[31]
- 1930 : En liten olycka, de Floyd Dell y Thomas Mitchell, dirección de Gösta Ekman (sénior), Teatro Oscar[32]
- 1930 : Trions bröllop, de Sigfrid Siwertz, dirección de John W. Brunius, Teatro Oscar[33]
- 1930 : Äventyr på fotvandringen, de Jens Christian Hostrup, dirección de Rune Carlsten, Teatro Oscar[34]
- 1930 : Kära släkten, de Gustav Esmann, dirección de Rune Carlsten, Teatro Oscar[35]
- 1930 : Gustav Vasa, de August Strindberg, dirección de Gunnar Klintberg, Teatro Oscar[36]
- 1930 : En tjuvkomedi, de Berndt Carlberg, dirección de Gösta Ekman (sénior), Teatro Oscar[37]
- 1930 : 18 år, de John Van Druten, dirección de Pauline Brunius, Teatro Oscar[38]
- 1930 : Mordet i andra våningen, de Frank Vosper, dirección de John W. Brunius, Teatro Oscar[39]
- 1930 : Nyckelromanen, de Ragnar Josephson, dirección de Erik Berglund, Teatro Oscar[40]
- 1931 : Det svaga könet, de Édouard Bourdet, dirección de Max Reinhardt, Teatro Oscar[41]
- 1931 : Statister, de Richard Duschinsky, dirección de Svend Gade, Teatro Oscar[42]
- 1931 : Mozart, de Sacha Guitry, dirección de Ragnar Hyltén-Cavallius, Teatro Oscar
- 1932 : En gentleman?, de H.M. Harwood, dirección de Pauline Brunius, Teatro Oscar[43]
- 1932 : Fanny, de Marcel Pagnol, dirección de Pauline Brunius, Teatro Oscar[44]
- 1932 : Hjältar, de George Bernard Shaw, dirección de John W. Brunius, Teatro Oscar[45]
- 1932 : Guds gröna ängar, de Marc Connelly, dirección de Olof Molander, Dramaten
- 1932 : Kvinnans list, de Lionel Brown, dirección de Alf Sjöberg, Dramaten
- 1932 : Över förmåga, de Bjørnstjerne Bjørnson, dirección de Alf Sjöberg, Dramaten
- 1933 : Mäster Olof, de August Strindberg, dirección de Olof Molander, Dramaten
- 1934 : Treklang, de Helge Krog, dirección de Per Lindberg, Blancheteatern[46]
- 1934 : Strumpebandet, de Avery Hopwood, dirección de Harry Roeck-Hansen, Blancheteatern[47]
- 1934 : Domino, de Marcel Achard, dirección de Per Lindberg, Blancheteatern[48]
- 1935 : Processen Bennet, de Edward Wooll, dirección de Harry Roeck-Hansen, Blancheteatern[49]
- 1935 : Familjen Cantrell, de Louis de Geer, dirección de Ester Roeck-Hansen, Blancheteatern[50]
- 1935 : Bizarr musik, de Rodney Ackland, dirección de Harry Roeck-Hansen, Blancheteatern[51]
- 1935 : Han, hon och han, de Noël Coward, dirección de Ragnar Arvedson, Blancheteatern[52]
- 1935 : Ung kärlek, de Samson Raphaelson, dirección de Ragnar Arvedson, Konserthusteatern y gira[53]
- 1937 : Doktor Clitterhouse, de Barré Lyndon, dirección de Gösta Ekman (sénior), Vasateatern[54]
- 1937 : Därom tiger munnen, de Roger Martin du Gard, dirección de Per Lindberg, Blancheteatern[55]
- 1937 : Axel i sjunde himlen, de Paul Morgan, Hans Schütz y Ralph Benatzky, dirección de Max Hansen, Vasateatern[56]
- 1938 : De 2 Thompson, de Serck Rogers, dirección de Martha Lundholm, Vasateatern[57][58]
- 1938 : Han sitter vid smältdegeln, de Kaj Munk, dirección de Olof Molander, Vasateatern[59]
- 1938 : Kvällen är min, de Robert Katscher, dirección de Max Hansen, Vasateatern[60]
- 1939 : Guldbröllop, de Dodie Smith, dirección de Carlo Keil-Möller, Dramaten
- 1940 : Susan älskar alla, de Rachel Crothers, dirección de Ernst Eklund, Teatro Oscar
- 1942 : Claudia, de Rose Franken, dirección de Carlo Keil-Möller, Dramaten
- 1943 : Raid i natt, de Terrence Rattigan, dirección de Per-Axel Branner, Nya teatern[61]
- 1944 : Och han skämtar för dig, de Kar de Mumma, dirección de Leif Amble-Næss, Blancheteatern[62]
- 1945 : La importancia de llamarse Ernesto, de Oscar Wilde, dirección de Harry Roeck-Hansen, Blancheteatern[63]
- 1946 : Pat regerar, de Jerome Chodorov y Joseph Fields, dirección de Håkan Westergren, Blancheteatern[64]
- 1946 : Morgondagens värld, de James Gow y Arnaud d'Usseau, dirección de Martha Lundholm, Vasateatern y gira[65]
- 1946 : Man kan aldrig veta, de George Bernard Shaw, dirección de Harry Roeck-Hansen, Blancheteatern[66]
- 1947 : El sueño, de August Strindberg, dirección de Olof Molander, Malmö stadsteater
- 1947 : Solfjädern, de Oscar Wilde, dirección de Martha Lundholm, Vasateatern[67]
- 1948 : Kärlekens komedi, de Henrik Ibsen, dirección de Martha Lundholm, Vasateatern[68]
- 1948 : Av barn och dårar…, de Kenneth Horne, dirección de Johan Falck, Norrköping-Linköping stadsteater
- 1948 : Jane, de William Somerset Maugham, dirección de Ernst Eklund, Vasateatern[69]
- 1949 : Clutterbuck, de Benn W  Levy, dirección de Hans Dahlin, Norrköping-Linköping stadsteater
- 1949 : Inte för er, mina damer, de Sacha Guitry, dirección de Martha Lundholm, Vasateatern[70]
- 1949 : Harvey, de Mary Chase, dirección de Martha Lundholm, Vasateatern[71]
- 1950 : Ungkarlsmamman, de Marc-Gilbert Sauvajan y Fred Jackson, dirección de Martha Lundholm, Vasateatern[72]
- 1951 : Skaffa mig en våning, de Doris Frankel, dirección de Per Gerhard, Vasateatern
- 1951 : Inte för er, mina damer, de Sacha Guitry, dirección de Martha Lundholm, Vasateatern
- 1951 : Vem är Sylvia?, de Terrence Rattigan, dirección de Martha Lundholm, Vasateatern[73]
- 1952 : Himmelssängen, de Jan de Hartog, dirección de Ernst Eklund, Lisebergsteatern
- 1952 : Regn, de John Colton y Clemence Randolph, dirección de Martha Lundholm, Vasateatern[74]
- 1954 : Oh, mein Papa, de Erik Charell y Paul Burkhard, dirección de Hansjörg Boeger, Södra Teatern[75]
- 1956 : Ninotchka, de Marc-Gilbert Sauvajon, dirección de Sven Lindberg, Riksteatern[76]
- 1958 : Silverbröllop, de Michael Clayton Hutton, dirección de Per Gerhard, Vasateatern[77]
- 1960 : Gisslan, de Brendan Behan, dirección de Per-Axel Branner, Dramaten
- 1961 : Miraklet, de William Gibson, dirección de Per Gerhard, Vasateatern[78]
- 1963 : The Beggar's Opera, de  John Gay, dirección de Per-Axel Branner, Dramaten

- 1946 : Junior Miss, de Jerome Chodorov y Joseph Fields, adaptación de Stig Gillis Ahlberg, Blancheteatern

## Radioteatro
- 1941 : John Blundqvist, de Berndt Carlberg, dirección de Carl-Otto Sandgren[79]